# Das Wort (Zeitschrift)
Das Wort war eine österreichische Zeitschrift, die erstmals 1927 und das letzte Mal 1928 erschienen ist. Das Wort erschien wöchentlich an einem Freitag. Insgesamt gibt es bloß acht Ausgaben der Zeitschrift. Der Verleger der Zeitschrift war der österreichische Verlag Thalia. Das Wort hatte das Format 8°. Erscheinungsort war Wien.